# Narcyz Szwedziński

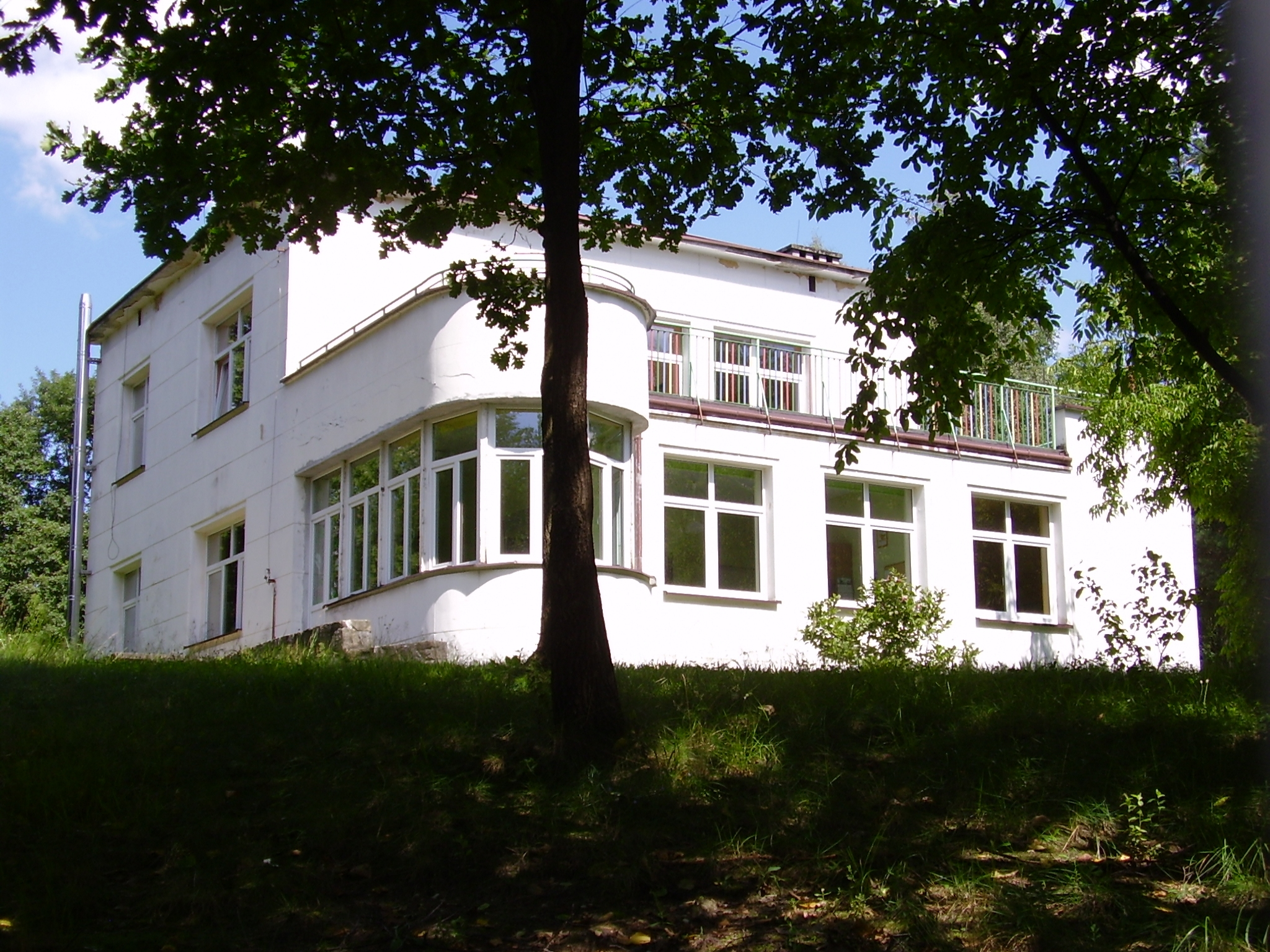
Biała Willa w Nowej Dębie, tzw. „Paulusówka”, zaprojektowana przez Narcyza Szwedzińskiego dla ppłk. Jana Szypowskiego, pierwszego dyrektora Wytwórni Amunicji nr 3 w Centralnym Okręgu Przemysłowym (1937)

Narcyz Szwedziński (ur. 29 października 1906 w Warszawie, zm. 13 sierpnia 1993) – polski architekt, pułkownik LWP, w latach 1963–1969 Naczelny Architekt Wojska Polskiego, działacz społeczny.

## Biografia
Syn Konstantego Szwedzińskiego i Michaliny z Pyżewskich. Absolwent Gimnazjum im. Tadeusza Reytana w Warszawie (1924) i Wydziału Architektury Politechniki Warszawskiej (1929). Ukończył Szkołę Podchorążych Rezerwy Saperów. W latach 30. XX wieku był głównym projektantem i zastępcą dyrektora budowy Wytwórni Amunicji nr 3 w Nowej Dębie (Centralny Okręg Przemysłowy), gdzie zaprojektował narzędziownię, osiedle mieszkaniowe i tzw. Białą Willę, nazywaną „Paulusówką”, pierwotnie przeznaczoną dla ppłk. Jana Szypowskiego, pierwszego dyrektora Wytwórni Amunicji nr 3. Według Marcina Furtaka, badacza architektury Centralnego Okręgu Przemysłowego z Politechniki Krakowskiej, willa ppłk. Jana Szypowskiego, nawiązująca do stylu architektonicznego Bohdana Pniewskiego, „stanowi wybitne dzieło modernizmu copowskiego”. Obiekt jest wpisany do rejestru zabytków. 
W latach 1935–1939 Narcyz Szwedziński został oddelegowany do pracy w Ministerstwie Spraw Wojskowych. Brał udział w kampanii wrześniowej jako porucznik saperów. W 1945 roku podjął pracę w Wydziale Nadzoru Budowlanego Zarządu m.st. Warszawy. W 1950 roku został członkiem Oddziału Warszawskiego Stowarzyszenia Architektów Polskich. W 1952 roku rozpoczął służbę jako oficer zawodowy LWP. Pełnił funkcję Naczelnego Architekta Wojska Polskiego (1963–1969) i Szefa Wojskowej Inspekcji Architektoniczno-Budowlanej MON. W 1965 roku wchodził w skład trzyosobowego zespołu organizacyjnego I Wystawy Polskiego Ekslibrisu Wojskowego w Muzeum Wojska Polskiego w Warszawie i był współautorem wstępu do katalogu ekspozycji.

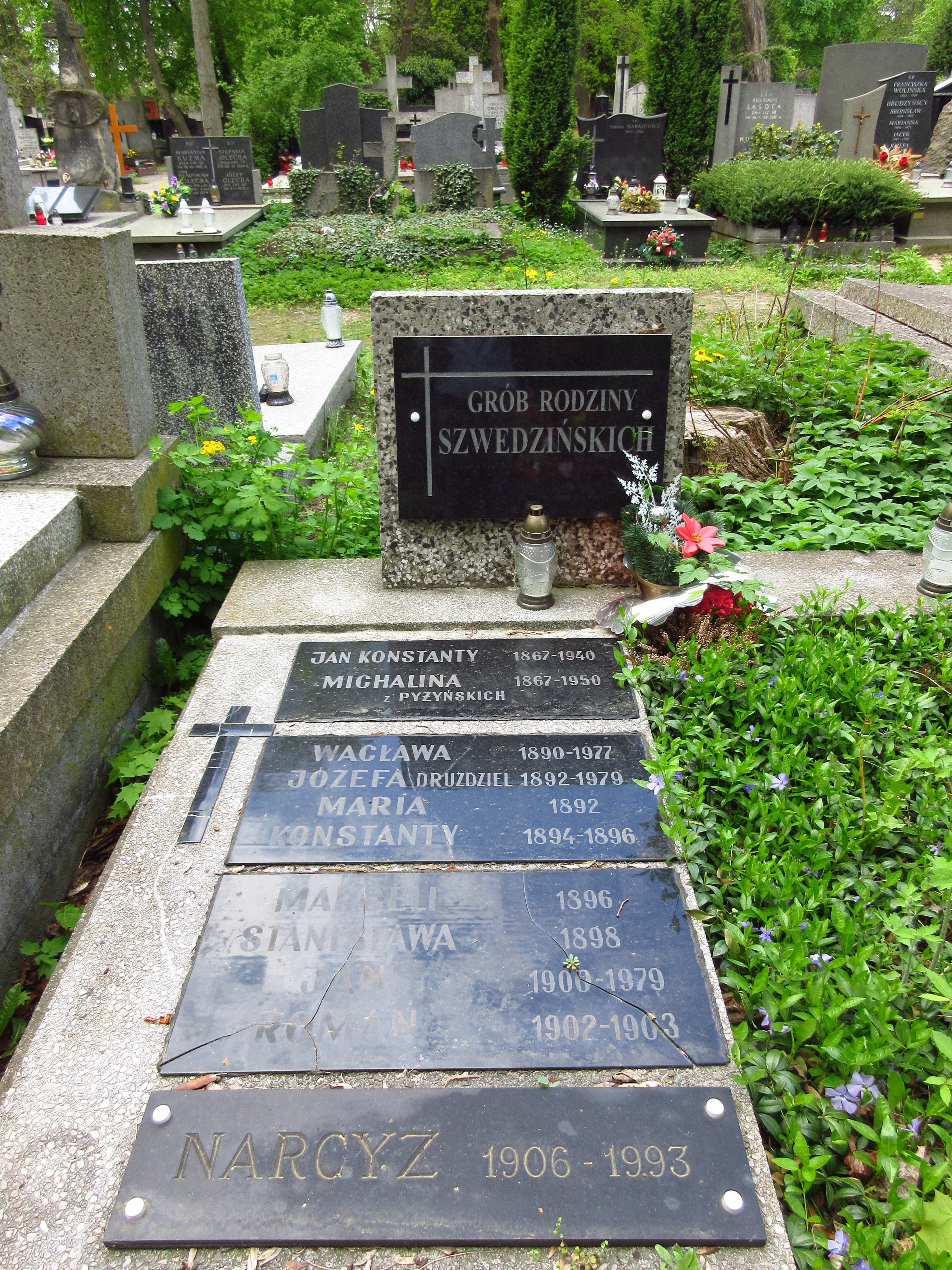
Grób Narcyza Szwedzińskiego na cmentarzu Bródnowskim w Warszawie

W 1969 roku został usunięty z wojska z powodów politycznych (represje wobec członka najbliższej rodziny) i przeszedł na emeryturę. Zakończył służbę wojskową w stopniu pułkownika. W 1972 roku działał wraz z Zygmuntem Weissem w Kole byłych wychowanków Gimnazjum Mariana Rychłowskiego i im. Tadeusza Reytana w Warszawie. Angażował się w działalność społeczną w Podkowie Leśnej, gdzie zamieszkał wraz z rodziną po II wojnie światowej. Za zasługi dla społeczności lokalnej (m.in. udział w budowie szkoły i wykonanie jej projektu architektonicznego) otrzymał w 1992 roku Odznakę Honorową „Zasłużony dla Podkowy Leśnej”. Został pochowany na cmentarzu Bródnowskim w Warszawie (kwatera 47C-5-27). 

## Odznaczenia
- Krzyż Kawalerski Orderu Odrodzenia Polski[4]
- Odznaka „Zasłużony Działacz Kultury”[4]
- Medal „Za zasługi dla obronności kraju”[4]
- Złota Odznaka SARP[4]